# 劉麟 (成化進士)
劉麟（1450年—？），字景祥，江西臨江府新淦縣人，民籍，明朝政治人物。

## 生平
成化十年（1474年）甲午科江西鄉試第二名舉人。成化二十三年（1487年）中式丁未科會試第三百三十三名，三甲第二名進士。

## 家族
曾祖劉武仲；祖父劉時泰；父劉錫祉，母干氏。具庆下。